# 蠡県
蠡県（れい-けん）は中華人民共和国河北省保定市に位置する県。

## 歴史
前漢により設置された陸成県を前身とする。後漢により博陵県、三国時代の魏により博陸県と改称された。
500年（景明元年）、北魏により博野県と改称された。明朝が成立すると1368年（洪武元年）に現在の博野県に移転し、旧博野県管轄区域は蠡州の直轄とされた。1375年（洪武8年）に蠡県と改称され現在に至る。

## 行政区画
- 鎮:蠡吾鎮、留史鎮、大百尺鎮、辛興鎮、北郭丹鎮、万安鎮、桑園鎮、南荘鎮、大曲堤鎮、鮑墟鎮、小陳鎮
- 郷:林堡郷、北埝頭郷